# Ллойд деМос
Ллойд деМос (англ. Lloyd deMause; 19 вересня 1931, Детройт, США — 23 квітня 2020, Нью-Йорк) — американський історик і психолог, один із засновників психоісторії. Ллойд деМос є засновником Інституту психоісторії і The Journal of Psychohistory.
Ллойд деМос вважає, що для вирішення проблеми історичної мотивації необхідна особлива методологія, заснована на унікальному поєднанні історичних документів, досвіду клінічної психіатричної практики і власного емоційного досвіду дослідника.

## Моделі ставлення до дітей протягом історії
Ллойд деМос вважає, що головна причина всіх історичних змін — Психогенез, закономірна зміна стилів виховання дітей під тиском поколінь. На його думку, історичні зміни в суспільстві корелюють зі стилем виховання дітей на ранній стадії соціалізації, їх взаємовідношенням з матір'ю та іншими членами сім'ї. Ллойд деМос проаналізував всесвітню історію з точки зору відносин дорослого і дитини і виділив такі основні моделі ставлення до дітей протягом історії, обґрунтувавши вплив виховання в дитинстві на особливості дорослої особи і пов'язав виділені ним моделі виховання дітей з особливостями розвитку цивілізації в кожен період:
1. Інфантицидна модель (до IV ст.) — Характеризується масовим жертвопринесенням, вбивством дітей і насильством в їх відношенні.
2. Відсторонена модель (IV—XIII ст.) — Характеризується відмовою від дітовбивства у зв'язку з поширенням християнства і практикою передачі батьками дітей на виховання третім особам.
3. Амбівалентна модель (XIV—XVII ст.) — Згідно із світоглядом епохи, в дітях бачать істоту, в якій борються Бог і Диявол. З одного боку, дитину люблять, але з іншого — ведуть боротьбу зі смертним гріхом — непослухом у всіх його проявах. Для викорінення гордині застосовуються жорстокі покарання.
4. Нав'язувальна модель (XVIII ст.) — Всі думки, вчинки, бажання, успіхи в навчанні, стан здоров'я постійно контролюються батьками. При цьому, за неправильними діями слідує покарання. На думку деМоса, подібний стиль виховання сприяв тому, що в популяції з'явилася достатня кількість людей, для яких боротьба з авторитетом стала панівною життєвою потребою і метою. Тому XVIII століття завершилося найбільшими соціальними революціями у Франції та Америці.
5. Соціалізувальна модель (XIX—XX ст.) — Батьки гуманні до своїх дітей. Вони прагнуть виховувати їх, ґрунтуючись на знаннях в галузі психології та педагогіки. Намагаються сформувати особистість відповідно до їх ідеалів, дати престижну освіту і краще підготувати дитину до дорослого життя.
6. Допоміжна модель (кінець XX ст.) — У дитині цінується насамперед індивідуальність. Завдання батьків — максимально сприяти самореалізації дитини, не придушувати її унікальні способи самовираження і розвивати творчий потенціал. Цей стиль виховання ще рідкісний, тому що вимагає від батьків великої емоційної, інтелектуальної та духовної підготовки та самовіддачі.
7. Поява нових психогенних стилів взаємовідносин «батьки — дитина» формує нові психокласи, виникнення яких супроводжується періодами бунтів, реакцій, революцій.

## Публікації
Ллойд деМос опублікував більш ніж 90 академічних статей і декілька книг.
- DeMause, Lloyd (1974). The history of childhood. New York: Harper and Row.
- DeMause, Lloyd (1975). A bibliography of psychohistory. New York: Garland Pub.
- DeMause, Lloyd (1975). The New psychohistory. New York: Psychohistory Press.
- Ebel, Henry; DeMause, Lloyd (1977). Jimmy Carter and American fantasy: psychohistorical explorations. New York: Two Continents.
- DeMause, Lloyd (1982). Foundations of psychohistory. New York: Creative Roots.
- DeMause, Lloyd (1984). Reagan's America. New York: Creative Roots.
- DeMause, Lloyd (2002). The Emotional Life of Nations. New York: Karnac.
- DeMause, Lloyd (1995 pbk). The History of Childhood. Northvale, New Jersey: Jason Aronson.